# Julius Schaxel
Julius Christoph Ehregott Schaxel (ur. 24 marca 1887 w Augsburgu, zm. 15 lipca 1943 w Moskwie) – niemiecki biolog.

## Życiorys
Syn kupca Juliusa (1854–1923) i Pauline Eckhardt (1862–1944). Julius Schaxel studiował filozofię, biologię i psychologię na Uniwersytecie w Jenie u Ernsta Haeckela, później na Uniwersytecie w Monachium u Richarda Hertwiga. W 1909 roku w Jenie u Ludwiga Platego doktoryzował się. Od 1918 do 1933 był profesorem zoologii w Jenie. W 1933 roku z powodów politycznych stracił pracę, emigrował wtedy przez Szwajcarię do Sankt Petersburga. Tam podjął pracę w Instytucie Siewiercowa. W 1934 roku instytut przeniesiono do Moskwy. Zmarł w 1943 roku w sanatorium w Moskwie, dokładne okoliczności jego śmierci pozostają nieznane.

## Dorobek naukowy
Schaxel zajmował się biologią teoretyczną i embriologią. Prowadził istotne badania nad regeneracją kończyn u aksolotli. Był współzałożycielem i redaktorem w latach 1924–1933 czasopisma „Urania”.

## Wybrane prace
- Die Morphologie des Eiwachstums und der Follikelbildung bei den Ascidien. Ein Beitrag zur Frage der Chromidien bei Metazoen Jena: Gustav Fischer 1909.
- Die Leistungen der Zellen bei der Entwicklung der Metazoen.. Jena: Gustav Fischer 1915.
- Grundzüge der Theoriebildung in der Biologie. 1. Auflage. Jena: Gustav Fischer 1919.
- Die allgemeine und experimentelle Biologie bei der Neuordnung des medizinischen Studiums. Jena: Gustav Fischer 1921.
- Untersuchungen über die Formbildung der Tiere. Erster Teil: Auffassungen und Erscheinungen der Regeneration. Arbeiten aus dem Gebiet der experimentellen Biologie, Heft 1. Berlin: Gebr. Bornträger 1921.
- Grundzüge der Theoriebildung in der Biologie. 2., neubearb. und verm. Auflage. Jena: Gustav Fischer 1922.
- Entwicklung der Wissenschaft vom Leben. Jena: Urania Verlagsgesellschaft 1924.
- Das Geschlecht : seine Erscheinungen, seine Bestimmung, sein Wesen bei Tier und Mensch. Jena: Urania Verlagsgesellschaft 1926.
- Das biologische Individuum. Erkenntnis, zugleich Annalen der Philosophie 1(1931), S. 467-492.
- Das Weltbild der Gegenwart und seine gesellschaftlichen Grundlagen. Jena: Urania Verlagsgesellschaft 1932.